# John W. Eaton
John W. Eaton é o primeiro e principal desenvolvedor do Octave, um programa para computação numérica, possui uma linguagem bastante compatível com o MATLAB, mas sob a licença GPL. Estudou na Universidade de Oregon (1985) e terminou seu Ph. D. na University of Texas at Austin, 1992.
Na sua vida profissional trabalha como administrador de computadores para uma empresa de engenharia química, na Universidade de Wisconsin–Madison.